# Lista över fornborgar i Närke
Detta är en lista över fornborgar i landskapet Närke registrerade i Fornminnesregistret. Det finns 31 fornminnen i Närke som är registrerade som fornborgar. Samtliga är antikvariskt bedömda som fornlämningar.

## Landskapsdelen i Örebro län

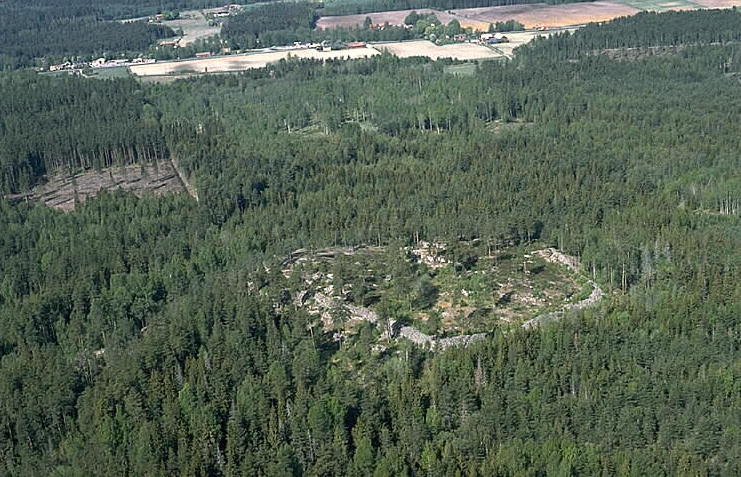
Tarstaborg i Hallsbergs kommun.

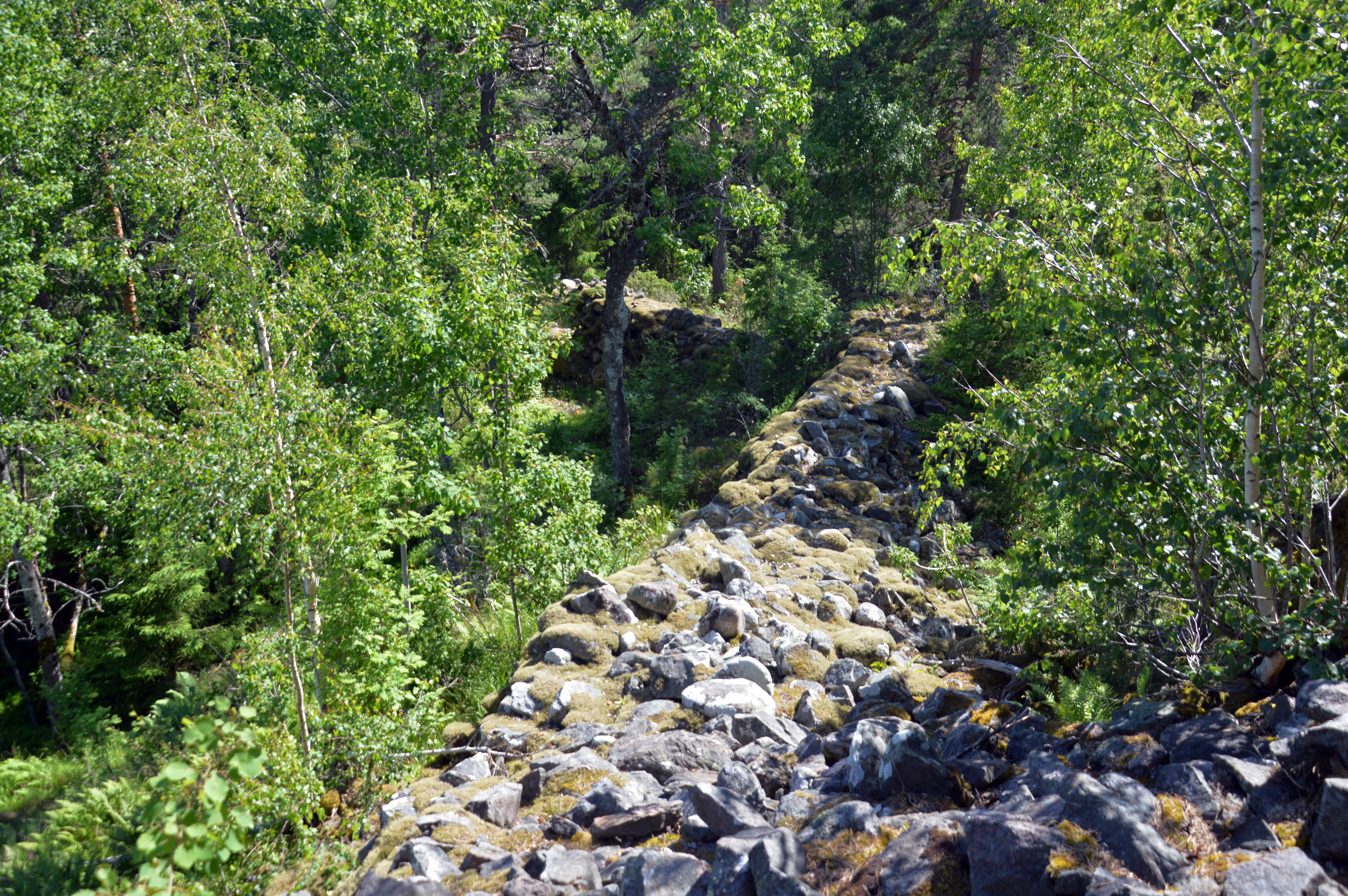
Kanterboda skans i Örebro kommun.

I den del av Närke som ligger i Örebro län finns det 28 fornminnen som är registrerade som fornborgar.
- För Karlskoga kommun, se även Lista över fornborgar i Värmland.
- För Laxå kommun, se även Lista över fornborgar i Västergötland.
- För Lindesbergs kommun, se även Lista över fornborgar i Västmanland.
- För Nora kommun, se även Lista över fornborgar i Västmanland.

| RAÄ-nummer  | Kommun    | Namn               | Koordinater                                             | Övrigt |
| ----------- | --------- | ------------------ | ------------------------------------------------------- | ------ |
| 4:1         | Örebro    | Mörby skans        | 59°7′13.10″N 15°31′5.98″Ö / 59.1203056°N 15.5183278°Ö   |        |
| 1:1         | Askersund | -                  | 58°51′58.75″N 14°58′12.1″Ö / 58.8663194°N 14.970028°Ö   |        |
| 18:1        | Askersund | Borgaberget        | 58°52′24.58″N 14°49′10.73″Ö / 58.8734944°N 14.8196472°Ö |        |
| 25:1        | Hallsberg | -                  | 59°2′42.64″N 15°4′51.68″Ö / 59.0451778°N 15.0810222°Ö   |        |
| 30:1        | Hallsberg | Jätteberget        | 58°59′45.60″N 15°11′55.13″Ö / 58.9960000°N 15.1986472°Ö |        |
| 130:1       | Hallsberg | Borgareberget      | 59°3′9.85″N 15°9′12.85″Ö / 59.0527361°N 15.1535694°Ö    |        |
| 202:1       | Askersund | Murberget          | 58°46′25.17″N 15°0′48.20″Ö / 58.7736583°N 15.0133889°Ö  |        |
| 205:1       | Askersund | Bölsberget         | 58°47′24.69″N 14°56′54.78″Ö / 58.7901917°N 14.9485500°Ö |        |
| 10:1        | Lekeberg  | Klunkhytte skans   | 59°16′5.54″N 14°48′40.00″Ö / 59.2682056°N 14.8111111°Ö  |        |
| 43:1        | Örebro    | Ullavi klint       | 59°22′32.83″N 15°0′47.96″Ö / 59.3757861°N 15.0133222°Ö  |        |
| 44:1        | Örebro    | -                  | 59°23′15.92″N 15°1′0.72″Ö / 59.3877556°N 15.0168667°Ö   |        |
| 46:1        | Örebro    | -                  | 59°21′57.87″N 15°0′57.97″Ö / 59.3660750°N 15.0161028°Ö  |        |
| 47:1        | Örebro    | -                  | 59°22′7.90″N 15°1′1.65″Ö / 59.3688611°N 15.0171250°Ö    |        |
| 58:1        | Örebro    | Skansberget        | 59°22′13.63″N 14°58′59.38″Ö / 59.3704528°N 14.9831611°Ö |        |
| 85:1        | Lekeberg  | Borgaresjö skansar | 59°11′14.91″N 14°42′40.38″Ö / 59.1874750°N 14.7112167°Ö |        |
| 87:1        | Lekeberg  | Tjuvbergsskansen   | 59°11′25.14″N 14°42′54.45″Ö / 59.1903167°N 14.7151250°Ö |        |
| 29:1        | Örebro    | Vikingaberget      | 59°7′40.96″N 15°44′22.03″Ö / 59.1280444°N 15.7394528°Ö  |        |
| 27:1        | Hallsberg | Tarstaborg         | 59°5′37.62″N 15°20′35.62″Ö / 59.0937833°N 15.3432278°Ö  |        |
| 28:1        | Hallsberg | Omhällsberg        | 59°5′16.12″N 15°18′48.76″Ö / 59.0878111°N 15.3135444°Ö  |        |
| 60:1        | Askersund | Borgaberget        | 58°57′35.61″N 14°50′50.26″Ö / 58.9598917°N 14.8472944°Ö |        |
| Mellösa 9:1 | Örebro    | Kollerborg         | 59°14′43.55″N 15°27′23.35″Ö / 59.2454306°N 15.4564861°Ö |        |
| 133:1       | Örebro    | Gilsåsa borg       | 59°18′48.74″N 14°51′22.10″Ö / 59.3135389°N 14.8561389°Ö |        |
| 36:1        | Hallsberg | -                  | 59°1′28.89″N 14°55′24.89″Ö / 59.0246917°N 14.9235806°Ö  |        |
| 37:1        | Hallsberg | Odensvi skans      | 59°1′21.84″N 14°55′27.65″Ö / 59.0227333°N 14.9243472°Ö  |        |
| 213:1       | Hallsberg | Skansdals fornborg | 59°1′23.41″N 14°57′6.68″Ö / 59.0231694°N 14.9518556°Ö   |        |
| 45:1        | Örebro    | Kanterboda skans   | 59°17′50.48″N 14°55′18.51″Ö / 59.2973556°N 14.9218083°Ö |        |
| 1:1         | Örebro    | -                  | 59°23′45.50″N 15°23′57.79″Ö / 59.3959722°N 15.3993861°Ö |        |
| 6:1         | Örebro    | Rövarborgen        | 59°23′23.32″N 15°23′47.62″Ö / 59.3898111°N 15.3965611°Ö | Källa  |

## Landskapsdelen i Västmanlands län
I den del av Närke som ligger i Västmanlands län finns det 3 fornminnen som är registrerade som fornborgar.
- För Arboga kommun, se även Lista över fornborgar i Västmanland.

| RAÄ-nummer | Kommun | Namn         | Koordinater                                             | Övrigt |
| ---------- | ------ | ------------ | ------------------------------------------------------- | ------ |
| 26:1       | Arboga | -            | 59°23′51.18″N 15°38′28.34″Ö / 59.3975500°N 15.6412056°Ö |        |
| 55:1       | Arboga | Slottsberget | 59°21′50.86″N 15°41′47.09″Ö / 59.3641278°N 15.6964139°Ö |        |
| 125:1      | Arboga | Skamberget   | 59°20′11.30″N 15°47′43.16″Ö / 59.3364722°N 15.7953222°Ö |        |

## Fotnoter
1. 1 2  ”Riksantikvarieämbetet Fornsök”. Arkiverad från originalet den 1 juli 2016. https://web.archive.org/web/20160701192016/http://www.fmis.raa.se/cocoon/fornsok/search.html. Läst 3 mars 2015.